# Unterbarmer Friedhof

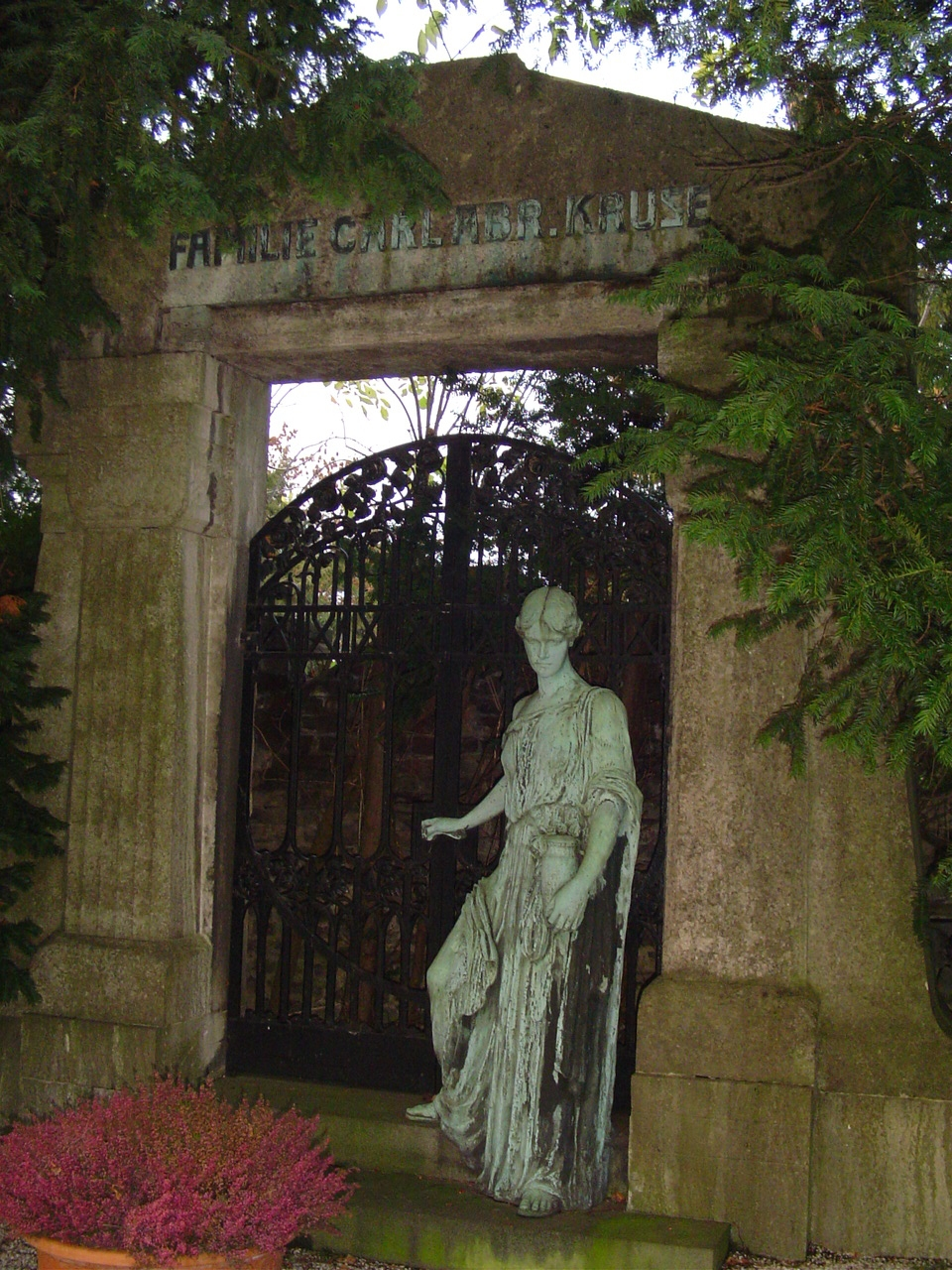
Die „Pforte zur Ewigkeit“

Der Unterbarmer Friedhof ist ein konfessioneller Friedhof im Wuppertaler Stadtteil Barmen, Ortsteil Unterbarmen, in der Nähe des S-Bahnhofs „Wuppertal-Unterbarmen“. Er gehört zur vereinigt-evangelischen Kirchengemeinde Unterbarmen und wurde im Jahr der Gründung der Gemeinde 1822 angelegt. 1897 und 1911 wurde er erweitert, seine heutige Fläche beträgt rund 16 Hektar. Bis heute wird der Unterbarmer Friedhof von der Kirchengemeinde verwaltet, wobei im Gegensatz zu den meisten anderen deutschen Großstädten auch nahezu alle anderen Friedhöfe in Wuppertal von Religionsgemeinden anstelle der Stadtverwaltung betrieben werden.

## Lage

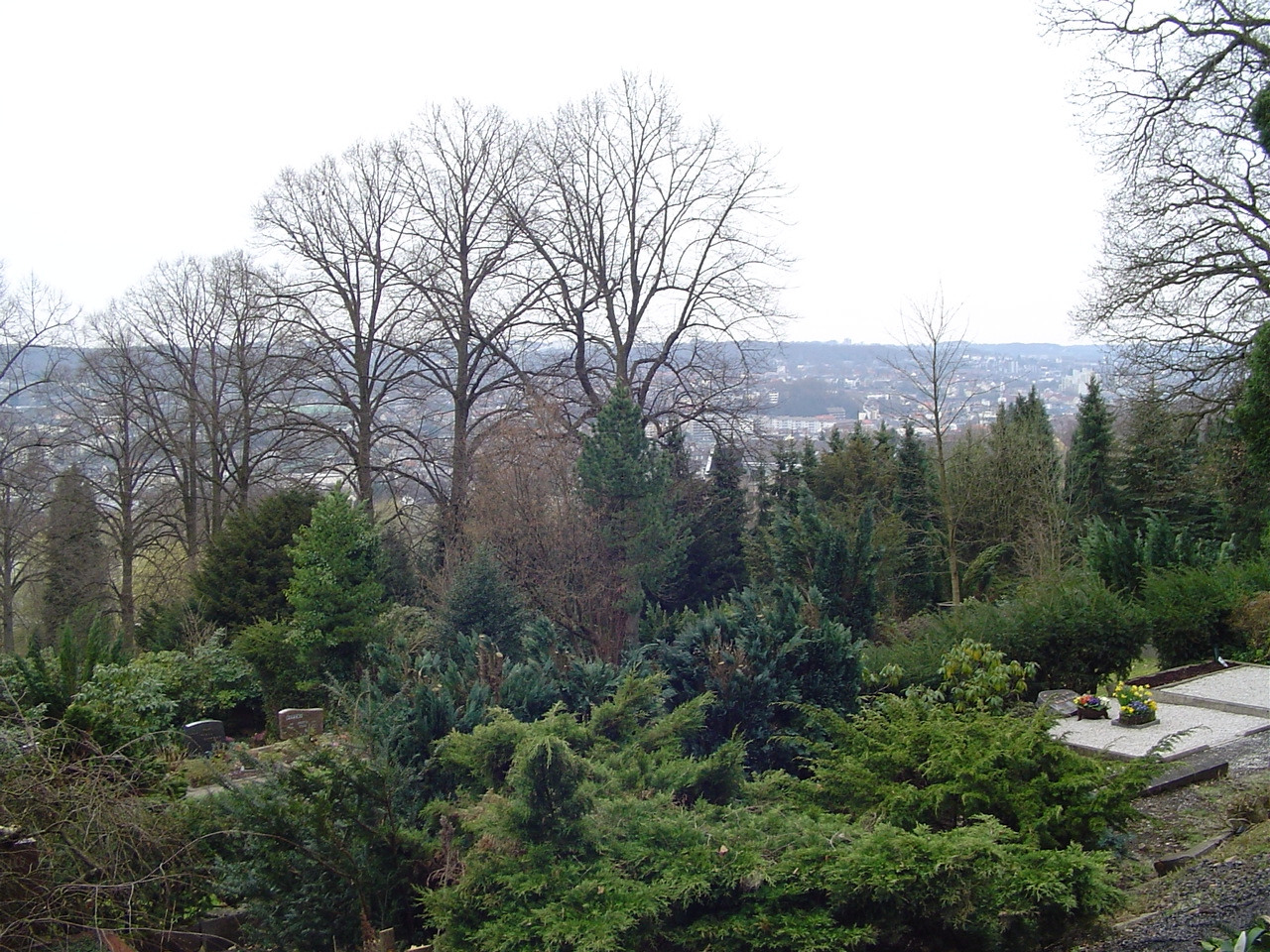
Blick von oben auf Wuppertal

Der Unterbarmer Friedhof hat einen parkähnlichen Charakter und liegt an einem steilen Hang der angrenzenden Kaiser-Friedrich-Höhe. Dadurch eröffnen sich dem Besucher gerade von oberen Teilen des Friedhofs schöne Ausblicke hinunter auf die städtischen Wohngebiete entlang der Talachse. Während der alte, seit dem Gründungsjahr genutzte Teil des Friedhofs (von der Natursteinmauer, die diesen alten Teil abgrenzte, sind bis heute Reste erhalten) über ein – damals übliches – streng geometrisches Wegenetz verfügt, wurde bei den Erweiterungen von dieser Vorgabe abgerückt und stattdessen gewundene Wege gestaltet, die sich an die vorhandene Topografie anpassen. Ganz oben finden sich landschaftsparkliche Erweiterungen mit einem kleinen Teich, großzügigen Rasenflächen und alten Baumbeständen. Diese sollten den Charakter des Friedhofs als Parkanlage unterstreichen, die neben der Nutzung als Ruhestätte auch als Erholungsraum für die Stadtbevölkerung dient.

## Sehenswerte Gräber

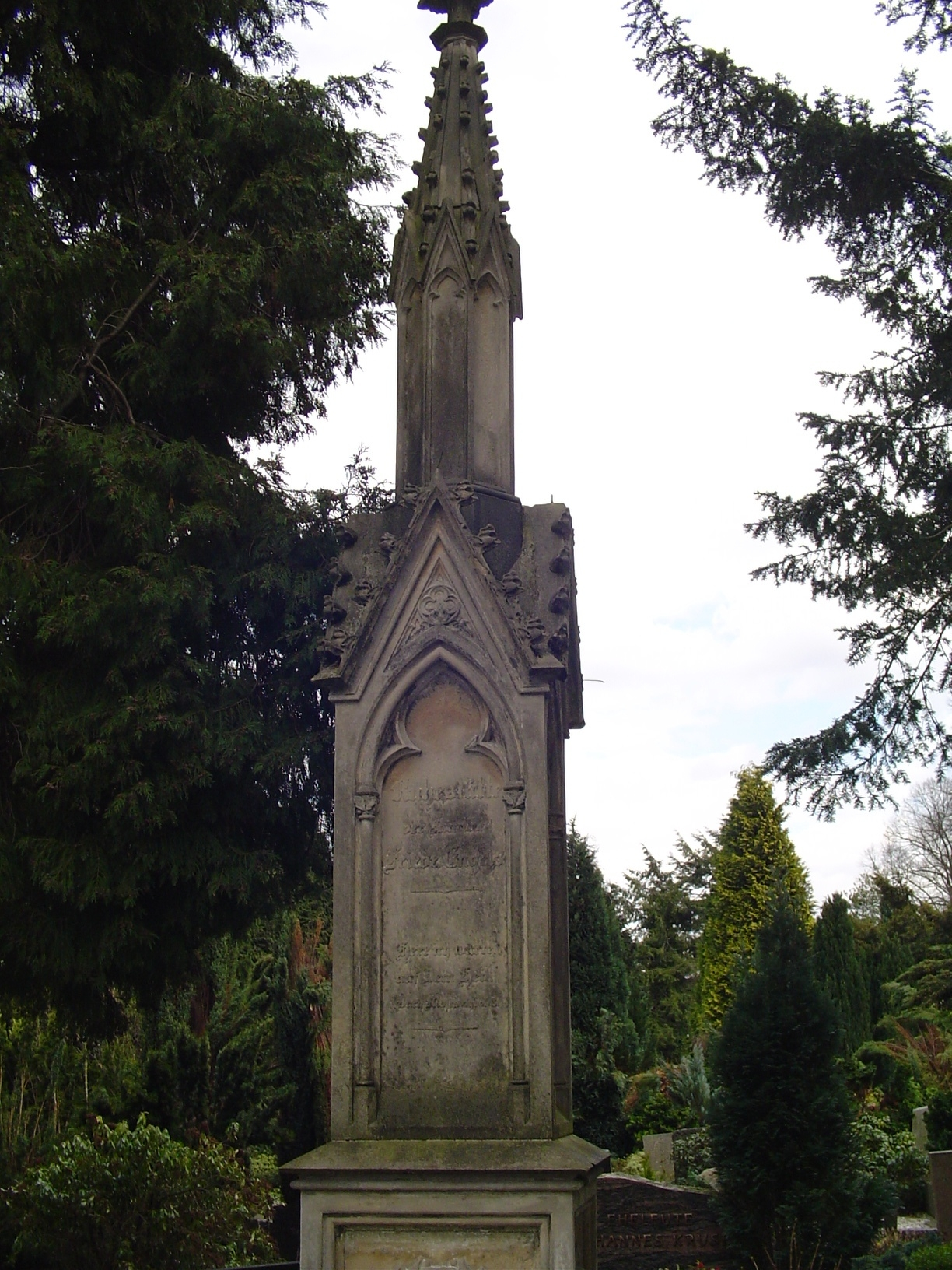
Grabmal Friedrich Engels sen.

Im unteren Bereich des Friedhofs, rund um das Hochkreuz, finden sich sehr viele prachtvolle Grabstätten aus seiner Gründungszeit. Das älteste Grabmal ist das gusseiserne Denkmal für Wilhelmine Berg aus dem Jahr 1827. Es liegt auf der Mittelallee direkt vor dem Haupteingang. Ganz in der Nähe, auf demselben Weg links vor dem Hochkreuz, liegt Friedrich Engels (sen.) begraben – seinerzeit ein wohlhabender Textilfabrikant in Barmen und Vater des Philosophen und Karl-Marx-Mitstreiters Friedrich Engels. Dieser wurde allerdings nicht neben seinem Vater beigesetzt, sondern wurde nach seinem Tod 1895 in London eingeäschert. Das Grabmal Engels ist ein ca. 4 Meter hoher spitzer gotischer Fialturm.
Weitere sehenswerte alte Grabstätten finden sich vor allem an der „Millionenallee“, die vom Hochkreuz aus nach rechts, entlang der alten Friedhofsmauer verläuft. Diese Bezeichnung hat sich – ähnlich wie auf dem Kölner Melaten-Friedhof – auch hier eingebürgert, um die teilweise sehr aufwändige Architektur der hier liegenden Grabstätten zu unterstreichen. Zu nennen sind hier etwa: die Grabstätte der Familie Georg Heinrich von Knapp mit einem auf stilisierten Löwenfüßen stehenden steinernen Sarkophag vor einer 4,5 Meter hohen und 6,5 Meter breiten Grabwand; das etwa 2,80 Meter hohe Grabmal der Familie Riedel-Goschin als liegende Sphinx mit einem an ihr gestützten trauernden Jüngling; die Grabstätte der Familie Carl A. Kruse mit der „Pforte zur Ewigkeit“, die von einer lebensgroßen Bronzefigur in langem Gewand quasi gerade geöffnet wird; sowie die Grabstätte der Familie Carl Toelle mit dem einzigen erhaltenen Mausoleum in Wuppertal mit an seinem Eingang aufgestellten steinernen Figuren aus der germanischen Nibelungensage.

### Beigesetzte Persönlichkeiten
- Gerd Aretz (1930–2009), Graphiker

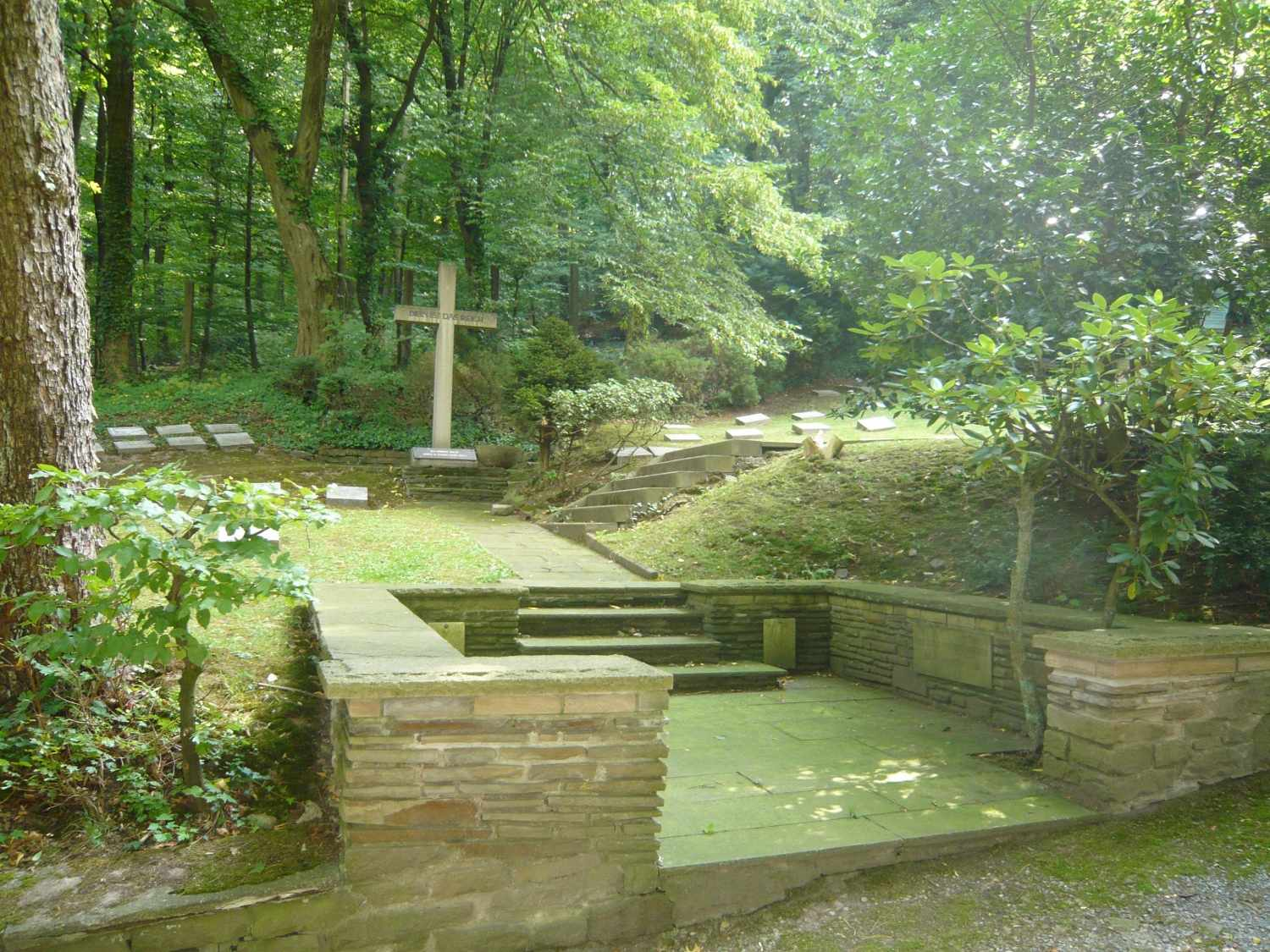
Missionsfriedhof

- Alfred Dobbert (1897–1975), SPD-Politiker
- Friedrich Engels (sen.) (1796–1860), Industrieller
- Gottlob Espenlaub (1900–1972), Flieger und Flugzeugkonstrukteur
- Kurt Herberts (1901–1989), Fabrikant und Kunstmäzen
- Peter Adolph Rudolph Ibach (1843–1892), Klavierbauer, Unternehmer und Mäzen
- Peter Kowald (1944–2002), Jazzmusiker
- Ignaz Lindl (1774–1845),  katholischer Priester, Vertreter der Allgäuer Erweckungsbewegung
- Johannes Schuchard (1782–1855), Fabrikant

### Missionsfriedhof
Auf dem Unterbarmer Friedhof ist ein separat gelegener Teil den Gräbern der Missionare und deren Ehefrauen der Rheinischen Missionsgesellschaft vorbehalten, die in Barmen ihren Sitz hatte.

## Sonstiges
Die landschaftlich schöne Lage des Unterbarmer Friedhofs zieht zwar Besucher aus Wuppertal und von außerhalb an, doch wurde sie dem Friedhof und damit auch der Unterbarmer evangelischen Gemeinde mehrfach zur Last. Aus den von oben angrenzenden Waldgebieten drang immer wieder Wild ein und richtete erhebliche Schäden an, so dass die Gemeinde viel Geld für die Erneuerung des Zauns und die Beseitigung der Schäden aufbringen musste, was von den Einnahmen nicht mehr zu decken war. Noch mehr Probleme bereitete aber die steile Hanglage des Friedhofs. Hohe Kosten verursachte seinerzeit die Erneuerung des Kanalsystems, da die bis dahin vorhandenen Kanäle bei starken Regenfällen die herabstürzenden Wassermassen nicht aufnehmen konnten und folglich Gräber im unteren Bereich des Friedhofs mit Schlamm bedeckt wurden. Weiterhin wurden bis in die 1960er Jahre Beerdigungswagen ausschließlich von Pferden gezogen, die, bedingt durch den beschwerlichen Aufstieg, unterwegs Ruhepausen einlegten und auf der Stelle ihre Notdurft verrichteten, was hohe Reinigungskosten verursachte. Doch auch nachdem die Pferdewagen durch motorisierte Fahrzeuge abgelöst wurden, riss die Kritik nicht ab. Das Tempo der Beerdigungswagen war den Trauergästen, die zu Fuß hinaufsteigen mussten, zu hoch; nach Bericht eines Gemeindepfarrers fiel die Bemerkung: „Unsere Else [im Sarg] hat es gut, sie braucht nicht zu laufen“.
Die hohen Kosten der Instandhaltung konnten noch bis in die 1970er Jahre nicht durch Friedhofsgebühren gedeckt werden, obwohl diese mehrfach erhöht wurden. Erst zahlreiche Sanierungsmaßnahmen wie Personalkürzungen, Kündigung der Verträge der „Ewigkeitsgräber“, Aufgabe des gemeindeeigenen Blumenladens und der Friedhofsgärtnerei sowie Erschließung neuer Grabfelder konnten die Verluste aufhalten.
Seit 2009 steht die Friedhofskapelle mitsamt dem Verbindungsgang zum Torhaus unter Denkmalschutz, ebenso die Orgel der Friedhofskapelle, welche allerdings eine eigene Denkmalnummer hat. Die neun hochrechteckigen, traufseitigen, farbigen Figurenfenster entstanden nach Entwürfen des Züricher Malers Giuseppe Scartezzini (Entwurfskosten 2.000,-Franken) und wurden unter Anleitung des Künstlers im Atelier von Gustav von Treeck in München zum Preis für je 300,- RM gefertigt.

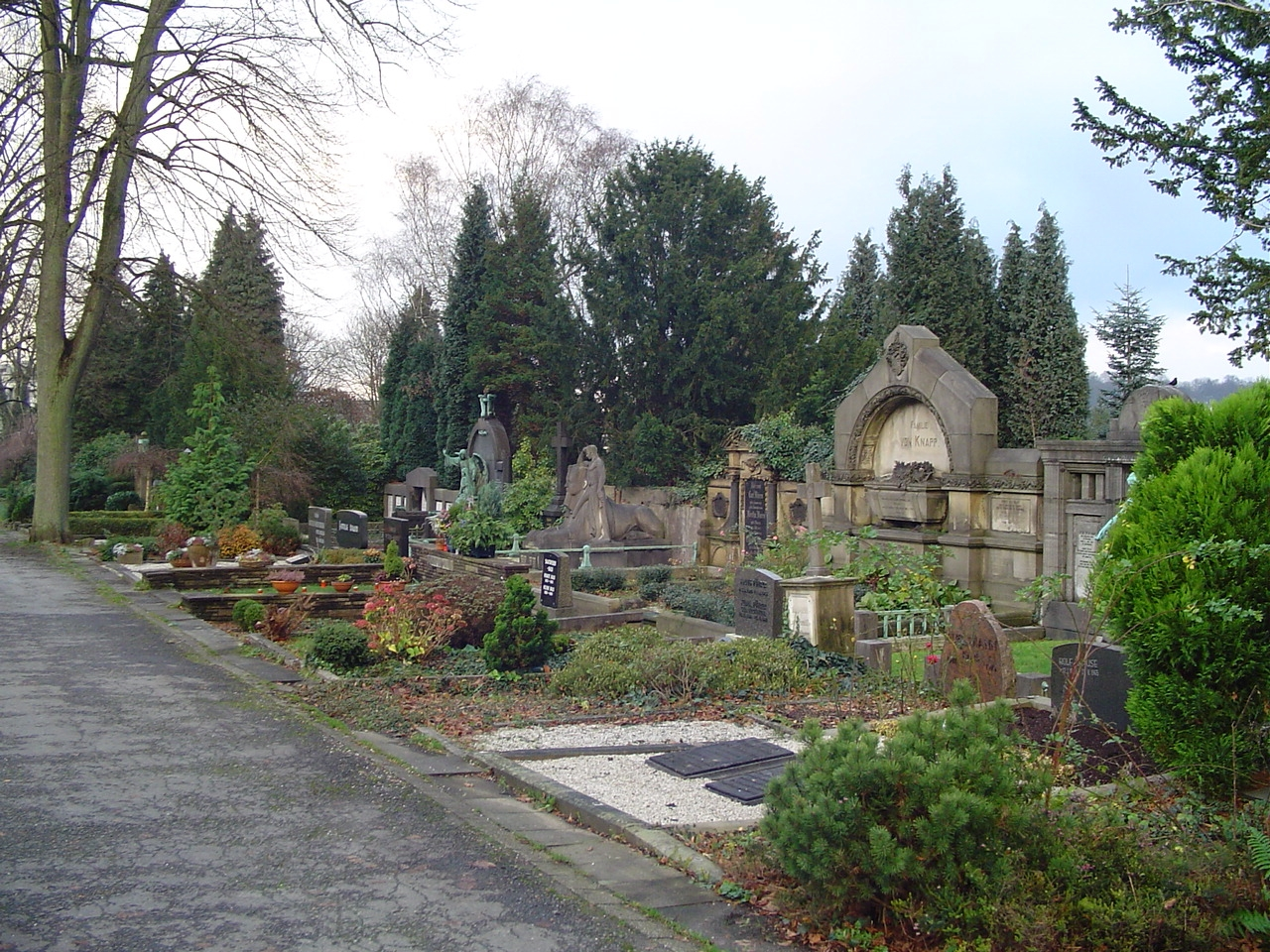
Millionenallee
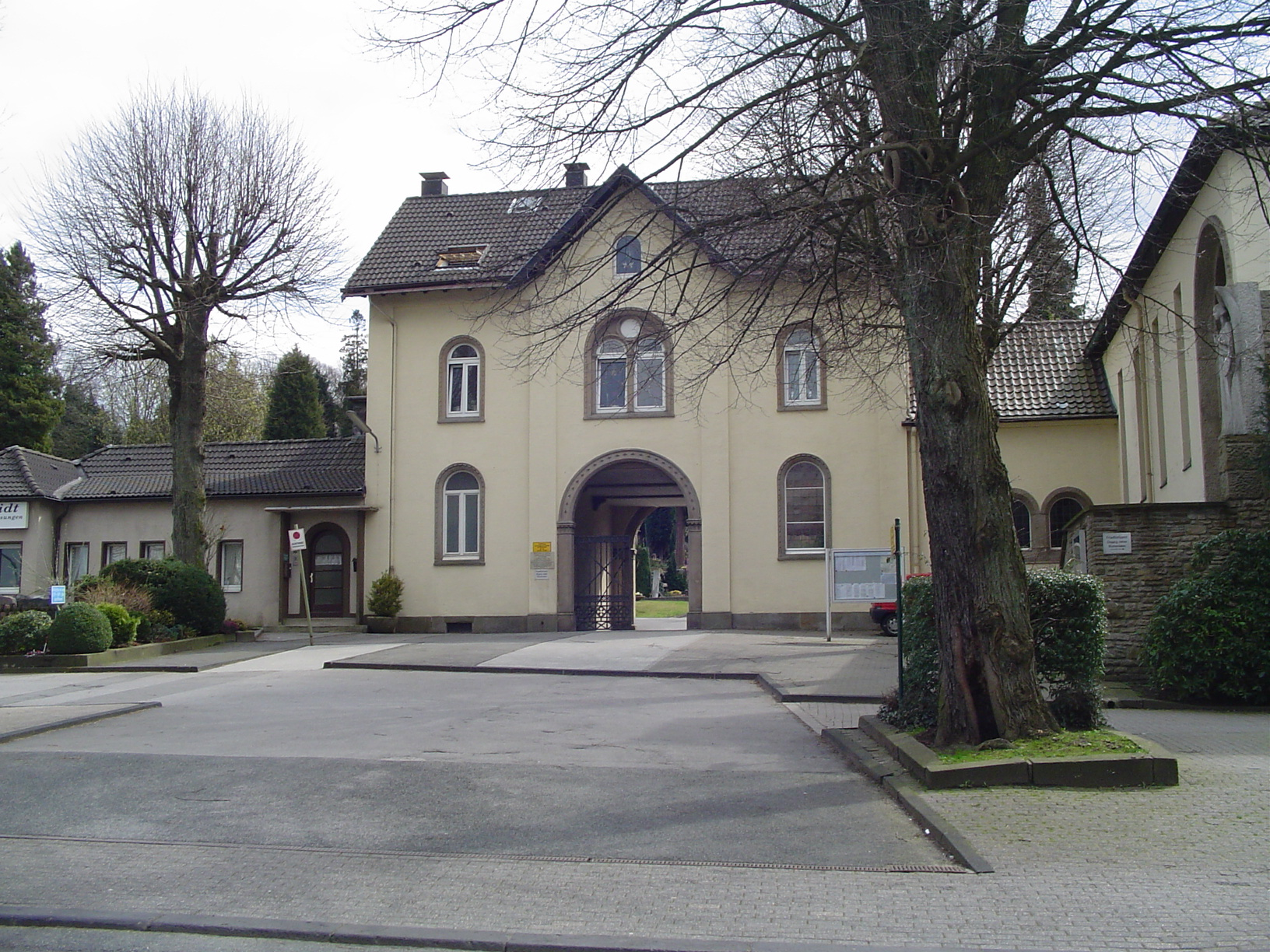
Eingangsbereich mit Pförtnerhaus
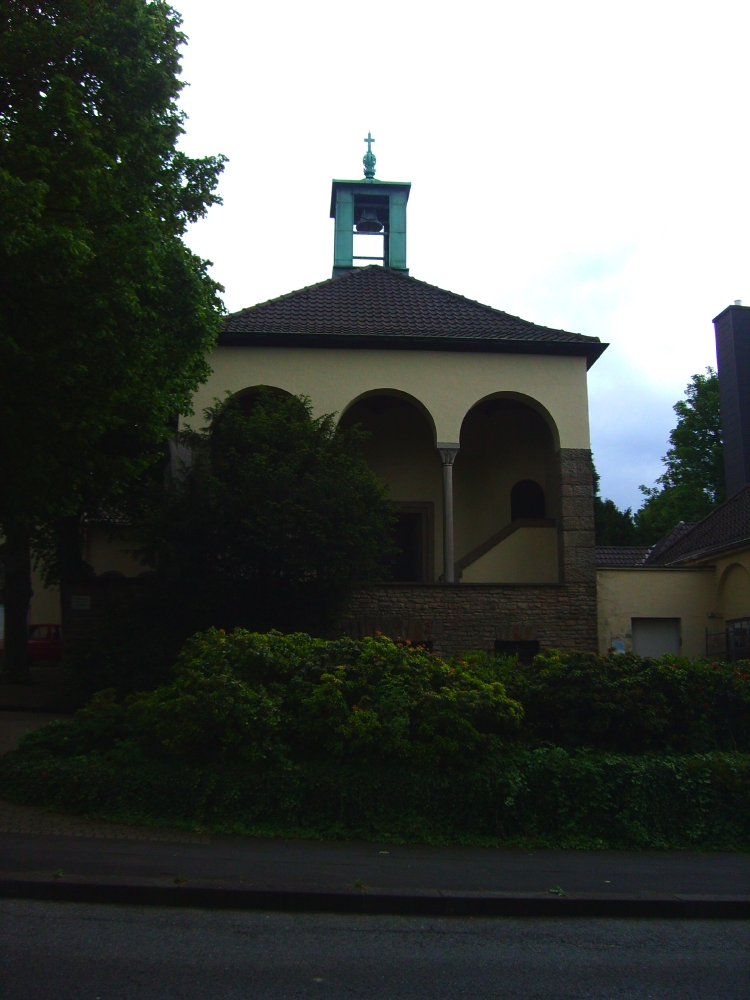
Friedhofskapelle
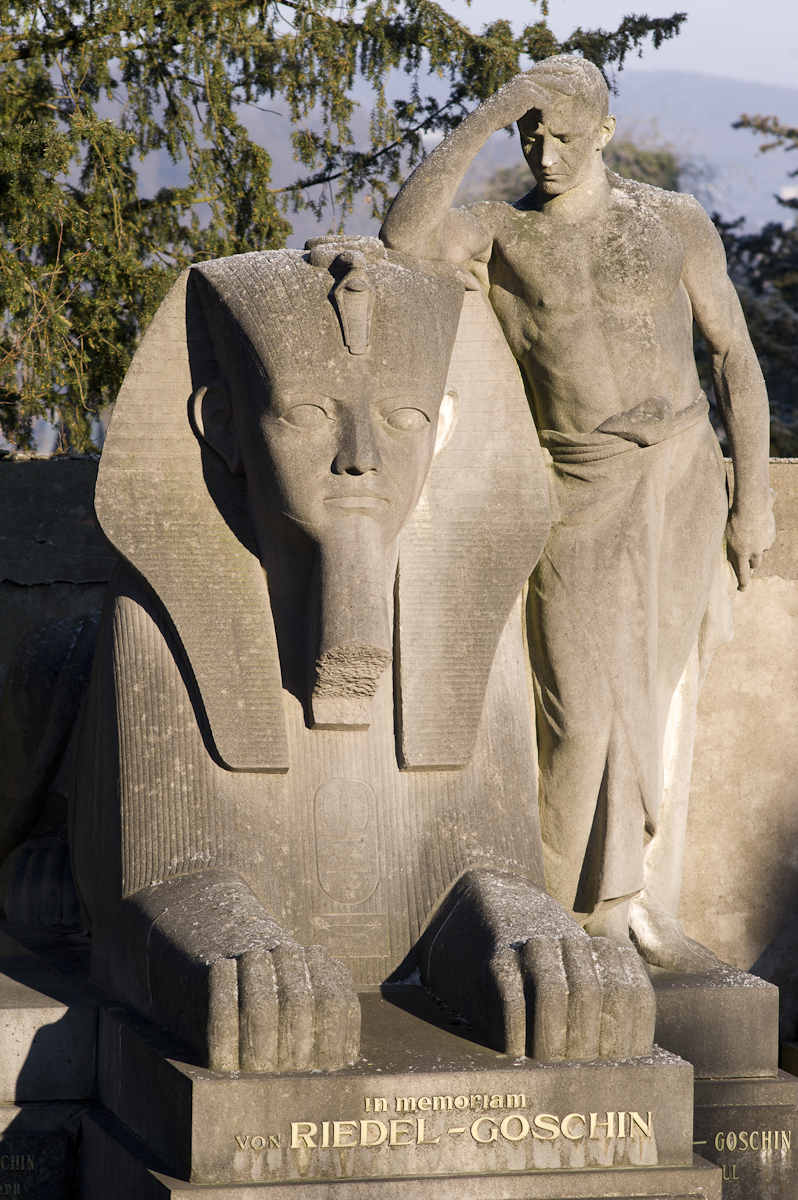
Sphinx
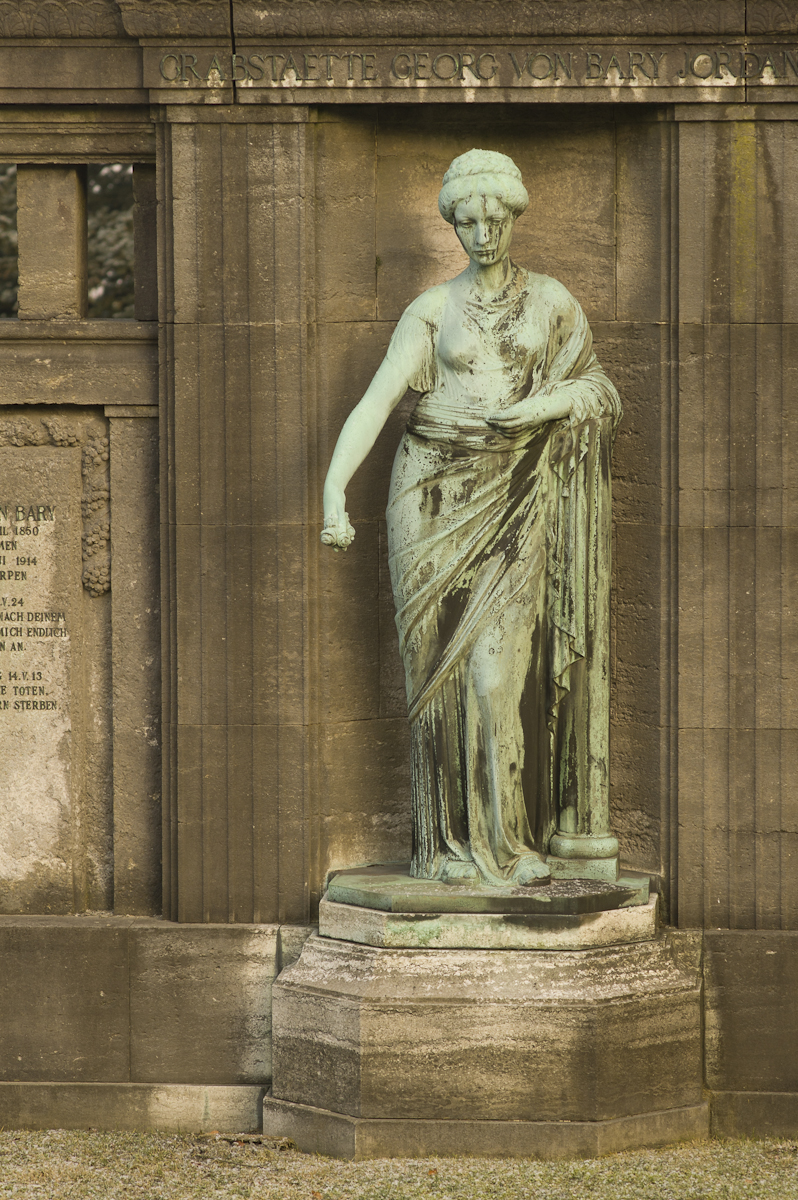
Statue